# Шинкарёв, Николай Петрович
Никола́й Петро́вич Шинкарёв (20 мая 1928, Лютины, Оршанский округ — 21 июня 2007, Яковлевичский сельсовет, Витебская область) — бригадир тракторной бригады колхоза имени Дзержинского Оршанского района Витебской области Белорусской ССР, Герой Социалистического Труда (1966).

## Биография
Родился 20 мая 1928 года в деревне Лютины Яковлевичского сельсовета Копысского района Оршанского округа Белорусской ССР (ныне в составе Яковлевичского сельсовета Оршанского района Витебской области Белоруссии) в семье крестьян Петра Сергеевича и Анны Антоновны Шинкарёвых. По национальности белорус.
Пережил немецкую оккупацию во время Великой Отечественной войны. Подростком вместе с братом помогал матери по хозяйству, после освобождения района летом 1944 года трудоустроился полеводом в лютинский колхоз имени Куйбышева (упразднён в 1950 году).
В 1948 году призван в Советскую Армию, после увольнения в запас вернулся на родину, в 1951 году устроился в Копысскую машинно-тракторную станцию (МТС). Окончив курсы механизаторов, с 1953 года работал трактористом в этой же МТС. После упразднения системы МТС в 1958 году устроился трактористом в колхоз имени Дзержинского с центром в деревне Магеровка Яковлевичского сельсовета. Удобрял и боронил почву, сеял, летом заготавливал корма, во время жатвы работал на комбайне, после страды работал на картофелеуборочном комбайне, затем сеял озимые культуры. Стал механизатором первой квалификации, иногда заменял механика и инженера. В 1963 году стал членом КПСС, в том же году возглавил тракторную бригаду.
Прошёл обучение на курсах повышения квалификации. Организатор комплексной механизации на всех участках растениеводства и в животноводстве, неуклонно повышал производительность тракторов и других сельскохозяйственных машин. По окончании семилетки себестоимость центнера зерна снизилась в 4 раза, а пропашных культур — в 5 раз. За внедрение комплексной механизации в полеводстве и получение дешёвой продукции колхозу имени Дзержинского было присуждено переходящее Красное Знамя Совета Министров СССР и ВЦСПС.
Указом Президиума Верховного Совета СССР от 23 июня 1966 года «за успехи, достигнутые в увеличении производства и заготовок ржи, пшеницы, гречихи и других зерновых и кормовых культур» удостоен звания Героя Социалистического Труда с вручением ордена Ленина и золотой медали «Серп и Молот».
Трудился в родном колхозе (ныне — не существует) до выхода на пенсию.
Член парткома колхоза, кандидат в члены Оршанского райкома Компартии Белоруссии.
Скончался 21 июня 2007 года.
Награждён орденом Ленина (23.06.1966), медалью.